# Peckhamia variegata
Espèce
Synonymes
- Synageles variegata F. O. Pickard-Cambridge, 1900

Peckhamia variegata est une espèce d'araignées aranéomorphes de la famille des Salticidae.

## Distribution
Cette espèce est endémique du Panama. Elle se rencontre vers Bugaba.

## Description
Le mâle syntype mesure 3 mm et la femelle syntype 3,5 mm.

## Systématique et taxinomie
Cette espèce a été décrite sous le protonyme Synageles variegata par F. O. Pickard-Cambridge en 1900. Elle est placée dans le genre Peckhamia par Simon en 1901.

## Publication originale
- F. O. Pickard-Cambridge, 1900 : « Arachnida - Araneida and Opiliones. » Biologia Centrali-Americana, Zoology., vol. 2, p. 89-192 (texte intégral).